# Wallburg

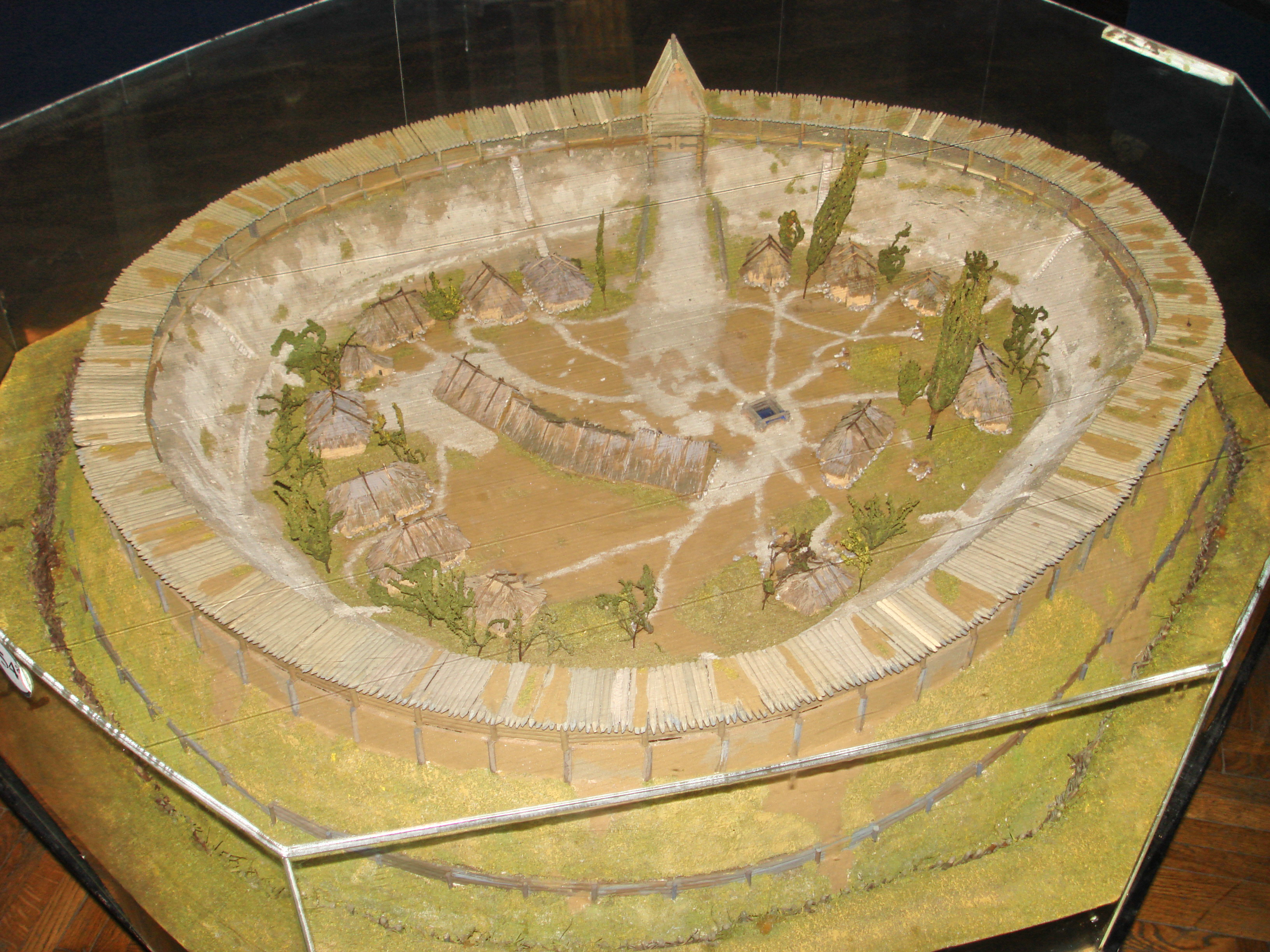
Echimăuți, Moldawien: Modell der Wallburganlage aus dem 9. Jh., im 11. Jh. bei einem Angriff zerstört

Als Wallburg (Schanze oder Spitzwall; engl.: Hillfort) werden im deutschsprachigen Raum Wallanlagen aus ur- und frühgeschichtlicher Zeit einschließlich des frühen Mittelalters bezeichnet, also auch Erdwerke und Viereckschanzen sowie Burganlagen und Ringwälle. Je nach Region und Zeitabschnitt unterscheidet man verschiedene Typen, wie Keltische Oppida, Völkerwanderungszeitliche Höhensiedlungen, Slawische Burgwälle oder Ungarnwälle. Ihrer Funktion entsprechend waren sie entweder als Fliehburgen oder als Orte für dauerhafte Besiedlung angelegt.
Die Wallburgen sind heute meist als Bodendenkmal unter Schutz gestellt.

## Namensgebung
Etliche dieser Anlagen werden im Volksmund legendenhaft als Hunnenburgen, Hünenburgen, Heidenburgen o. ä. bezeichnet. Seit dem 19. Jahrhundert wurden die Anlagen zumeist als Schanze (von verschanzen) bezeichnet und häufig verschiedenen jüngeren Kriegsereignissen zugeschrieben (Hunnenschanze, Römerschanze, Schwedenschanze usw.).

## Anlagen der Vor- und Frühgeschichte

### Frühe Anlagen

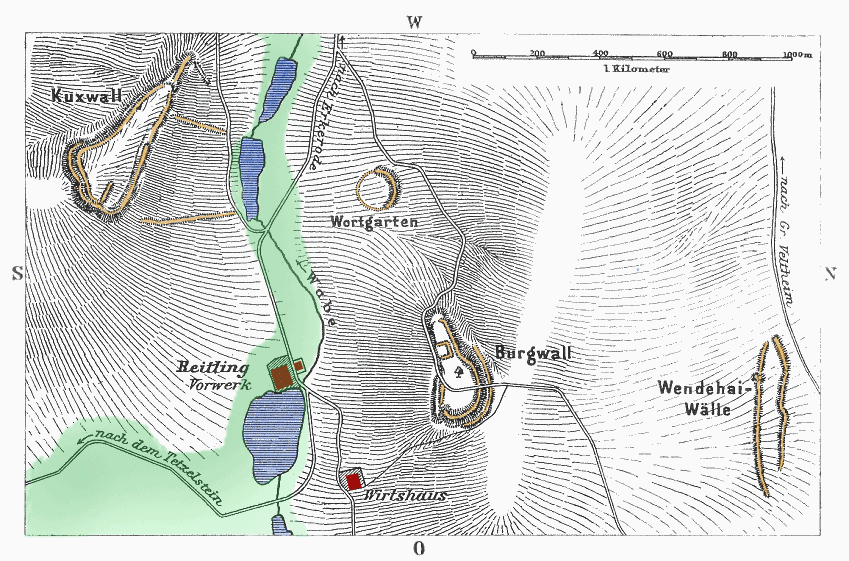
Zwei Wallburgen im Reitlingstal des Elms mit 2,5 und 4 ha Innenraum aus der La-Tène-Zeit

Kennzeichnend ist der Wall als wesentlicher erhaltener Bestandteil der ehemaligen Einhegung. Die Umwallung bestand aus dem Wall als solchem oder einer darin eingearbeiteten Mauer aus Steinen oder Holzstämmen. Reine Steinmauern sind in Mitteleuropa selten, jedoch bereits seit der Urnenfelderzeit belegt. Die bis zu mehreren Metern hohe Mauer hinderte am Betreten der Wallanlage. In der Regel vorhandene Gräben sind heute durch Erosion verfüllt.
In ihrer einfachsten Ausführung besteht die Wallburg lediglich aus einer natürlichen Anhebung, deren Krone ggf. eingeebnet und eventuell mit einem Erdwall oder einer Mauer vervollständigt wurde. Ein Beispiel ist die Torsburg auf Gotland. Innerhalb der Wälle lag mitunter eine Freifläche, die groß genug war, ein Dorf samt den Tieren aufzunehmen (½ bis 4 Hektar), obgleich Spuren von Gebäuden sehr selten sind. Im Allgemeinen wurde die Lage des Haupttores bzw. der Tore den jeweiligen topographischen Bedingungen bzw. den Himmelsrichtungen angepasst.
Die Größe vieler Wallanlagen lässt vermuten, dass sie als Fluchtburgen dienten. Relativ gut erhaltene sogenannte Schanzen findet man in der Oberlausitz, z. B. die Ostroer Schanze nahe Panschwitz-Kuckau, aber auch in den meisten anderen Altsiedellandschaften Europas. Einzelne Wallanlagen umschließen Dörfer und sind viele Hektar groß. Fast immer wurde das für den Wall verwendete Material unmittelbar entnommen, so dass ein Graben vor (bzw. hinter) dem Wall entstand, welcher oft durch archäologische Ausgrabungen belegt ist. Ein auf Wallkronen angebrachter Palisadenzaun zeigt bei jüngeren Anlagen den fließenden Übergang zur Burg. Reste von Wallanlagen dieses Typs findet man zum Beispiel im heutigen Russland und in der Ukraine.

### Die Wallburg der Eisenzeit
Die Funktion von Burgwallanlagen ist heute nur noch schwer zu bestimmen. Die so genannten Viereckschanzen der späten Eisenzeit (La-Tène-Kultur) in Süddeutschland, Ostfrankreich und der Schweiz dienten vermutlich als Tempel oder waren einfache Siedlungen. Hinweise hierauf sind die geringen Wallhöhen und Grabentiefen sowie die wehrtechnisch ungünstige topographische Situation einiger Anlagen.
Bei größeren eisenzeitlichen Anlagen kann es sich jedoch um dauerhafte Ansiedlungen gehandelt haben, die Zentralfunktionen wie die Verwaltung übernahm und in denen sich Handwerk und Handel konzentrierten. Eine besondere Entwicklung stellen die späteisenzeitlichen Oppida dar, deren Befestigungen vielleicht mittelmeerischen Einfluss erkennen lassen. Ein herausragendes, eindrucksvoll erhaltenes Beispiel einer großen latenezeitlichen Befestigung ist der weitgehend unbewaldete Ipf bei Bopfingen (Ries). Eine etwas spätere Anlage ist das berühmte englische Maiden Castle.
Auch im germanischen Kulturraum war der Befestigungstyp gängig. Wallburgen waren von sehr unterschiedlicher Größe. Im Laufe der Geschichte kommen Funktionen sowohl als Fluchtburgen, als auch als Herrschersitze und Tempel in Frage.
Im weiteren Sinne wird der Begriff Wallburg gebraucht, um rätische Burgställe, Höhenburgen oder frühere Brandopferplätze zu bezeichnen, die zuweilen gar keinen Erdwall oder nur einen kurzen Erdwallabschnitt aufwiesen.

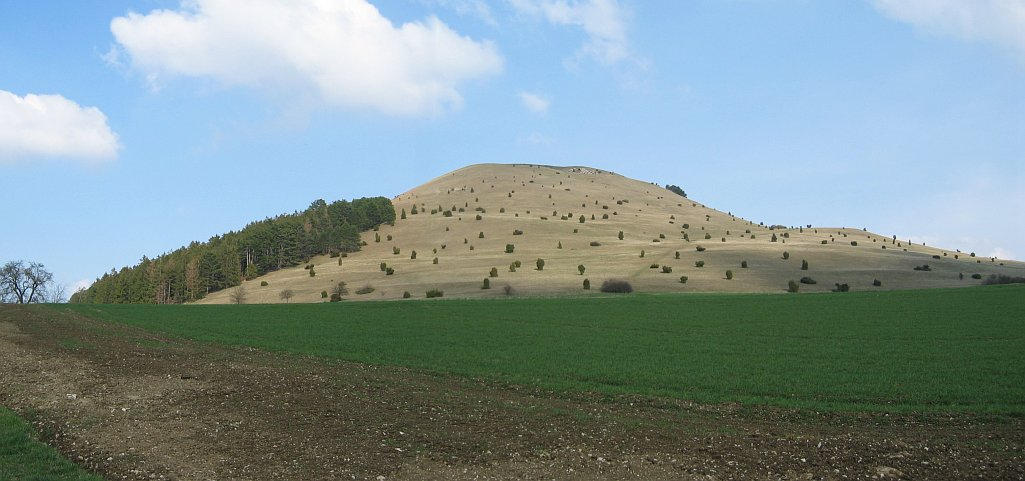
Der 668 Meter hohe Ipf vom Bopfinger Ortsrand aus gesehen
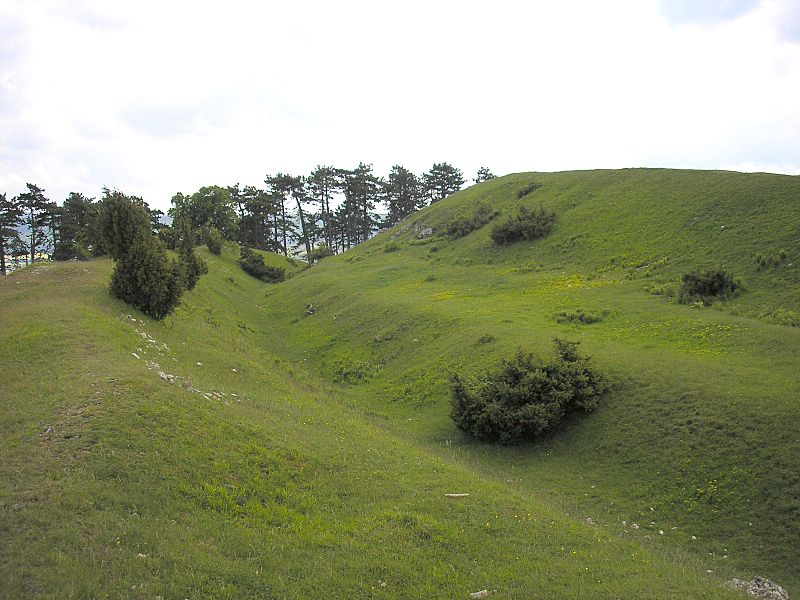
Der Wallgraben um das Gipfelplateau des Ipf. Ostseite nach Süden mit der Wallkrone des Vorwalls
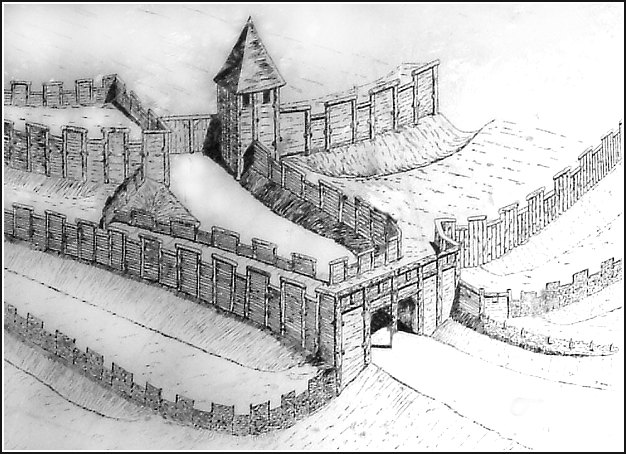
Erdenburg in Moitzfeld, Nordrhein-Westfalen, Eisenzeit, Rekonstruktionszeichnung
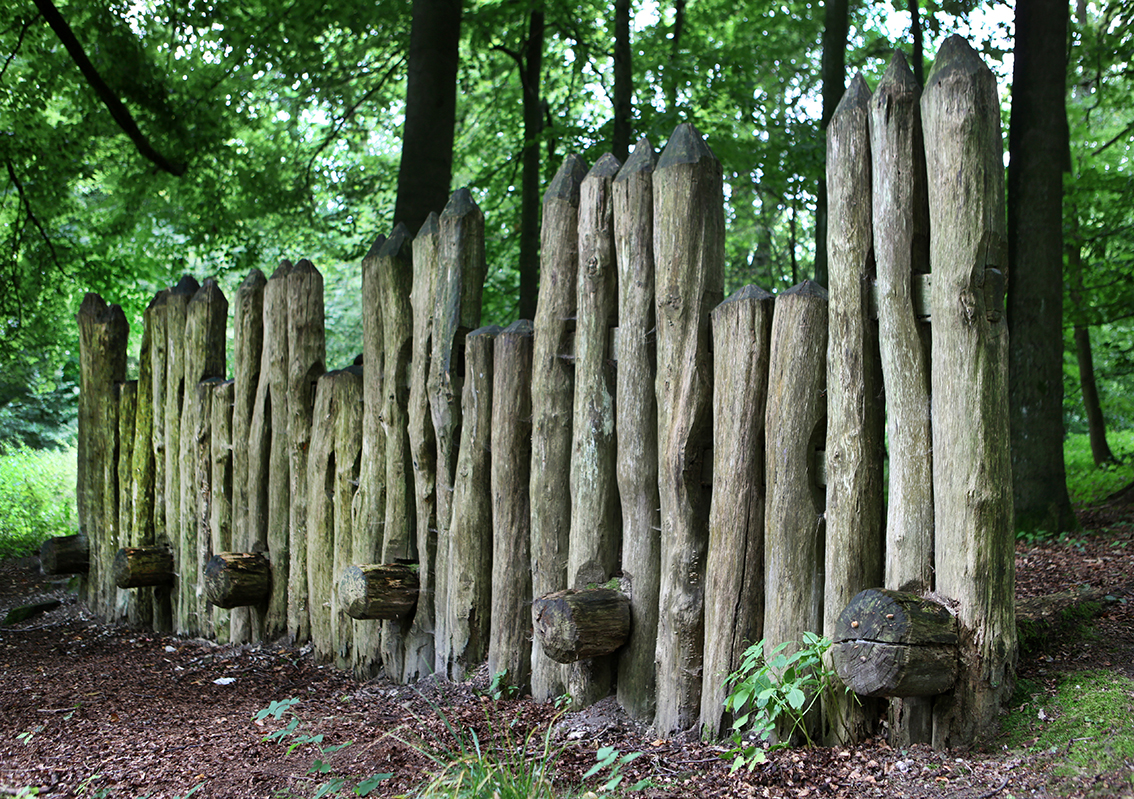
Grotenburg „Großer Hünenring“. Wall mit rekonstruierter Holzpalisade
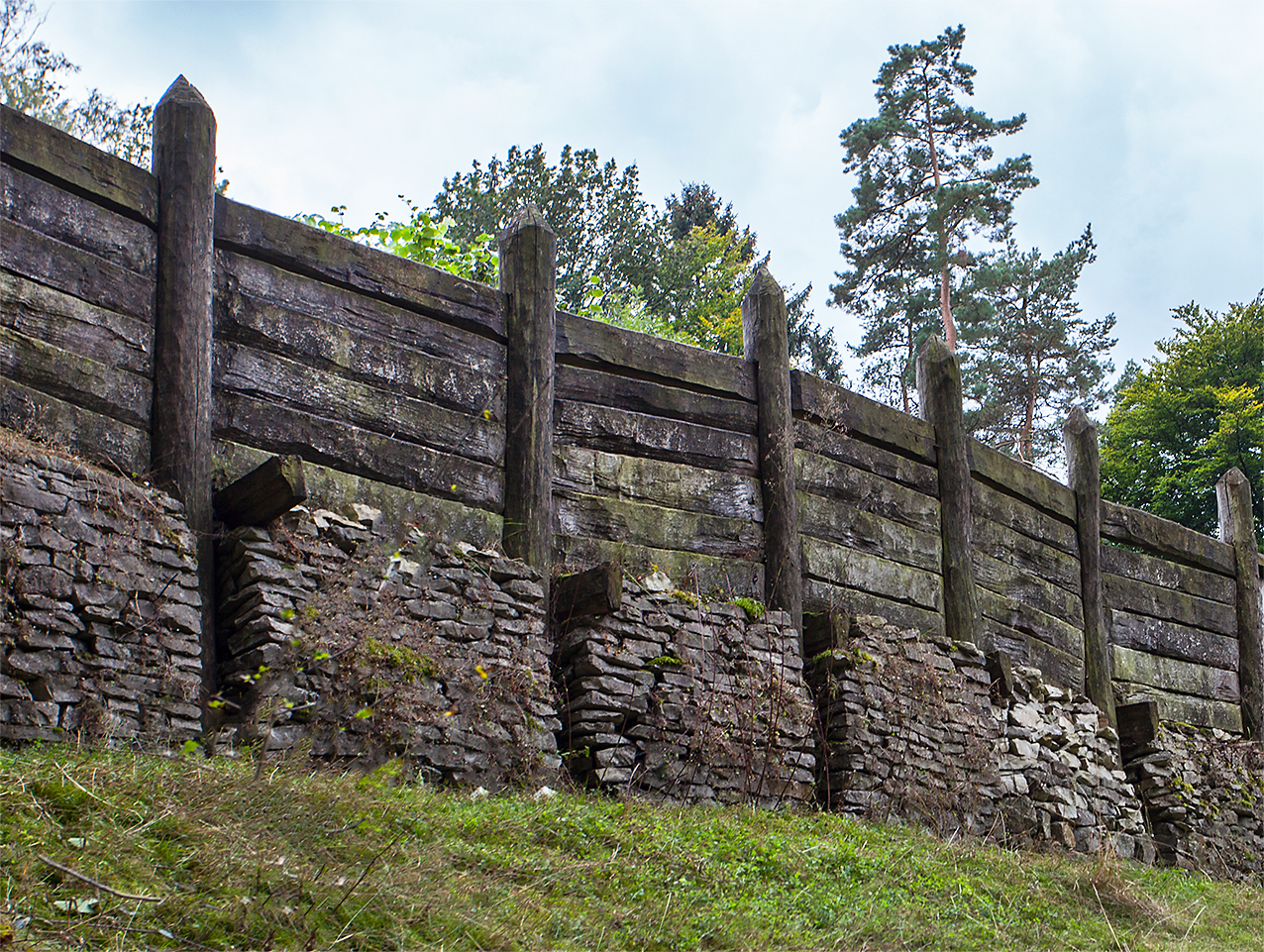
Rekonstruktion der Wallburg auf dem Tönsberg
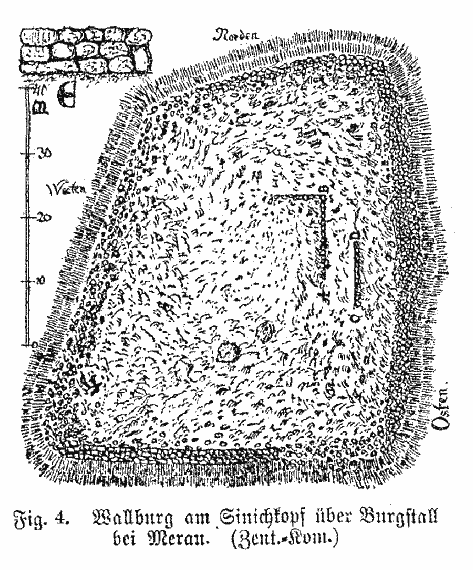
Skizze einer „Wallburg“ am Sinichkopf oberhalb Burgstall in Südtirol

## Völkerwanderungszeit
Während der Spätantike beziehungsweise Völkerwanderungszeit entstanden sowohl auf römischem Reichsboden als auch auf germanischem Gebiet eine ganze Reihe von  Völkerwanderungszeitlichen Höhensiedlungen.  Unter diesem Begriff werden recht unterschiedliche Ansiedlungen auf erhöht liegenden Plätzen bezeichnet. Auch im germanischen Gebiet waren zumindest einige mit Befestigungen versehen. Im Gegensatz zu den Römern verwendeten die Germanen zu dieser Zeit allerdings noch keinen Mörtel. Zu den bekanntesten Höhensiedlungen in Deutschland zählen der Runde Berg bei Bad Urach und die Gelbe Bürg bei Dittenheim. Auch in Gebieten fernab vom Römischen Reich, etwa in Südschweden sind zahlreiche Anlagen dieser Zeit bekannt.

## Wallburgen im Frühmittelalter

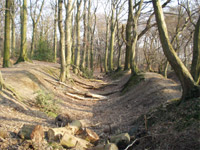
Vryburg in Essen, datiert in das 9. oder 10. Jahrhundert

Während aus der ersten Hälfte der Völkerwanderungszeit zahlreiche teils befestigte Höhensiedlungen bekannt sind, liegen ab der Mitte des 6. Jahrhunderts kaum gesicherte Nachweise für Befestigungen im rechtsrheinischen Deutschland vor. Erst ab dem 7. Jahrhundert gibt es wieder Befestigungen, die sich durch Begleitfunde dieser Zeit zuordnen lassen.  Eine der ersten dürfte die Wallburg in Aldinburg, dem heutigen Oldenburg in Wagrien (Ost-Holstein) sein, die als erste Slawische Wallburg der Wagri oder Wangrier gilt und um ca. 680 zum Schutz gegen die Franken errichtet wurde. Zuvor war Aldinburg eine Siedlung der Waringer. Das Gebiet wird während des 7. Jahrhunderts mehrfach von Wikingern aus Haithabu übernommen.
Im westfälischen Raum sind dies etwa eine Anlage mit Holz-Erde-Wall auf dem Gaulskopf bei Warburg, deren Funde in die Mitte des 7. Jahrhunderts reichen. Weitere Anlagen in diesem Bereich, die vermutlich bereits im 7. Jahrhundert genutzt wurden, sind die Babilonie bei Lübbecke, die Eresburg in Obermarsberg und die Oldenburg auf dem Fürstenberg bei Ense. Auch im alemannischen Raum wurden einige Völkerwanderungszeitliche Höhensiedlungen, wie der Runde Berg im 7. Jahrhundert reaktiviert. Um die Mitte des 7. Jahrhunderts entstanden in Deutschland auch die ersten nachrömischen gemörtelten Burgen. Eine der ersten Anlagen war die Amöneburg im heutigen Hessen.
Häufig waren im frühen Mittelalter auch Mischtypen aus fester Burg und Wallburg. Oft ließen die lokalen Herrscher auf einem aufgeworfenen Erdhügel einen hölzernen (Burgtyp Motte) oder steinernen Wohnturm errichten und umgaben den Haupthügel wiederum mit einer aus Erdwällen und Palisaden bestehenden Vorburg. Eine Sonderform stellen die slawischen Burgwälle als typische mittelalterliche Siedlungsform Ostmitteleuropas dar.
Im 9. und 10. Jahrhundert bedrohten die Ungarn Süd- und Südwestdeutschland. Als Schutzburgen wurden zahlreiche ältere Wallanlagen verstärkt oder neue, teilweise gewaltige Wallburgen aufgeworfen. Die größten dieser Ungarnwälle haben eine Innenfläche von mehreren Hektar, konnten also hunderten und tausenden von Menschen als Zuflucht dienen. Bisweilen bestehen die Schutzburgen aus doppelten oder dreifachen Wallgrabensystemen, 10 bis 15 Meter hohen Wällen mit entsprechenden vorgelegten Gräben und ausgeklügelten Reiterannäherungshindernissen im Vorfeld. Im Jahre 955 wurden die Ungarn auf dem Lechfeld bei Augsburg vernichtend geschlagen, die Gefahr war beseitigt. Mehrere der großen Anlagen wurden als Gaugrafenburgen weiterbenützt, andere teilweise unvollendet aufgelassen. Einige der beeindruckendsten Burgen dieses Typs lassen sich im Umkreis des Schlachtfeldes finden. Interessierten seien besonders die Burg bei Wagesenberg (Pöttmes), die Haldenburg bei Schwabmünchen und der Büschelberg bei Fischach empfohlen. Auch unzählige kleinere Wallanlagen tragen eindeutige Merkmale ihrer Funktion als ungarnzeitliche Schutzburgen.
Oft war dieser letzte Ausbau das Ende einer jahrtausendelangen Entwicklung. Sinn aller dieser Anlagen war es, die Angreifer zum ungewohnten Fußkampf zu zwingen.
Wallburgen im klassischen Sinne wurden – wenn auch selten – noch im Spätmittelalter erbaut oder ausgebaut. Die Höhlenburg Stein an der Traun in Bayern etwa ist durch einen mehreren hunderte Meter langen begehbaren Tunnel mit der oberen Burg verbunden, deren Erdwall noch im 14. Jahrhundert verstärkt wurde. Benutzt wurden die alten Wallburgen aber noch bis in die Neuzeit als Viehbergen und Verstecke in Notzeiten (Schwedenschanzen). Viele hoch- und spätmittelalterliche Burgen sind in ältere, wesentlich großflächigere Wallanlagen eingebaut. Die alten Wälle wurden hierbei gerne als zusätzliche Annäherungshindernisse verwendet.

## Bedeutende Burgwallanlagen

### Deutschsprachiger Raum (ohne slawische Burgwälle)
Eisenzeit
- Wallburgen im Bergischen Land in Nordrhein-Westfalen
- eisenzeitliche Wallburg auf dem Weilenscheid bei Elspe
- die spätlatènezeitliche Wehranlage auf der Houbirg, einem Berg in der Nähe von Happurg in Mittelfranken
- Wallburgen aus der Eisenzeit und dem Mittelalter auf dem Wilzenberg bei Schmallenberg in Nordrhein-Westfalen
- der keltische Ringwall auf dem Altkönig im Taunus
- Wallburgen am Haunsberg, Salzburg, in der Urnenfelderzeit (1300–800 v. Chr.) besiedelt, in der Hallstattzeit (800–500 v. Chr.) in Gebrauch, in der Zeit der Ungarneinfälle im 10. Jahrhundert n. Chr. erneut befestigt.

Auch Frühmittelalter:
- der Wall der Wikingersiedlung Haithabu bei Schleswig
- Krimmelburg und Brunkelburg im Reitlingstal des Elm
- Ringwallanlage Schwalenburg in Willingen (Upland) Schwalefeld
- die Wallfestung in Ergoldsbach
- die Oldenborg bei Laer, Kreis Steinfurt

### Nord- und Ostseeküsten
- Deutschland
  - Schleswig-Holstein: Tinnumburg, Lembecksburg, Stellerburg, Bökelnburg, Kaaksburg, Burg Esesfeld
  - Niedersachsen: Bokelerburg bei Rastede, Pippinsburg bei Sievern, Hollburg bei Midlum, Schwedenschanze bei Stade
- Belgien: Veurne, Oudenburg, Brügge und Antwerpen
- Britische Inseln
  - Hillforts: Hillfort ist die englische Bezeichnung für von Wällen umgebene Anlagen, die auf Hügeln liegen. Es sind runde oder unregelmäßige, der Geomorphologie der Landschaft angepasst gefasste Wall- und Grabenanlagen. Halbrunde, an Geländestufen oder bzw. auf Vorgebirgen platzierte (dann auch Promontory Fort bzw. Coastal Hillforts genannte) Anlagen kommen und auf den Britischen Inseln besonders häufig in Irland vor.
- Finnland:
  - Wallburg Borge sowie fünf weitere Wallburgen auf der Insel Fasta Åland in der Provinz Åland
- Frankreich: Saint-Omer, Bourbourg und Bergues.
- Niederlande:
  - Holland: Den Burg und Rijnsburg
  - Zeeland: Ringwallanlagen in Oost-Souburg, Burgh, Domburg, Middelburg und Oostburg
- Norwegen:
  - Tunanleggs
- Schweden:
  - Wallburgen auf Öland